# Esgos
Esgos település Spanyolországban, Ourense tartományban. Esgos Paderne de Allariz, O Pereiro de Aguiar, Nogueira de Ramuín, Xunqueira de Espadanedo és Maceda községekkel határos. Lakosainak száma 1102 fő (2024).

## Népesség
A település népessége az elmúlt években az alábbi módon változott:
| Lakosok száma | 1317 | 1304 | 1259 | 1234 | 1180 | 1216 | 1154 | 1116 | 1104 | 1102 |
|               | 2001 | 2004 | 2007 | 2009 | 2012 | 2014 | 2017 | 2019 | 2022 | 2024 |